# Paolo Gualdo
Paolo Gualdo (Vicenza, 25 de julho de 1553 – Pádua, 16 de outubro de 1621) foi um sacerdote e estudioso italiano, amigo de Galileu Galilei.

## Obras
- Gualdo, Paolo (1607).  Ad insigne pinus, ed. Vita Ioannis Vincentii Pinelli, Patricii Genuensis (em latim). Augustae Vindelicorum: [s.n.] Consultado em 22 de fevereiro de 2020